# Монія
Монія (Monias benschi) — вид птахів родини роутелових (Mesitornithidae).

## Поширення
Ендемік Мадагаскару. Поширений на південному заході острова. Ареал обмежений смугою завдовжки 200 км та завтовжки 30-60 км між річками Фігеренана та Мангокі.

## Опис
Птах середнього розміру, завдовжки до 32 см. Верх голови, спина, крила і хвіст у неї сірувато-коричневі, такого ж кольору великі плями на білих грудях і горлі. Самиця відрізняється від самця рудими пір'ям грудей і горла. Над оком досить широка біла брова.

## Спосіб життя
Мешкає у первинних листопадних лісах, вторинних та острівних ліси серед саван. Ділянок з густим підліском, як і сильно освітлених лісів, уникає, хоча місцями трапляється і серед чагарників в напівпустелі. Живуть групами до 20 особин; годуються птахи на землі. Ночують групами на деревах. Розмножуються і в сухий, і в дощовий періоди, тому не виключено, що протягом року у них можуть бути дві кладки. Досить великі гнізда (30-40 см діаметром) птахи будують з сухих гілок на похилих стовбурах дерев на висоті до 1,8 м від землі. Гніздо вистилають сухими листям і корінцями трав. У кладці звичайно 2 яйця, які насиджують самець і самиця. У цього виду відзначена як полігінія (2-3 самки при одному самці), так і поліандрія, коли самка злучається з декількома самцями. Пташенят батьки виховують спільно. Годуються монії різними безхребетними, яких знаходять у лісовій підстилці, а також насінням і дрібними плодами.